# 科尔普纳
科尔普纳（羅馬化：Kolpna），2006年之前称科尔普内，是俄罗斯奥廖尔州的市级镇、科尔普纳区行政中心及规模最大聚居地，地处奥廖尔州东南部，位于顿河流域内索斯纳河畔，在州府奥廖尔东南方，距奥廖尔州与库尔斯克州州界约15公里（通过公路）。镇内设有铁路车站科尔普内站。
该地2022年人口有5,432人；2010年人口6,614；2002年人口7,177；1989年人口7,635。